# Robert R. Shafer
Robert R. Shafer (Charleston, West Virginia, 10 de abril de 1958) é um ator americano.

## Biografia
Seu pai era um operador de equipamento pesado e sua mãe uma dona de casa. Quando criança também viveu em Bowie, Maryland, e se formou no colégio em Romeo, Michigan, em 1976.
Depois de frequentar o Broward College, em Fort Lauderdale, Flórida, Shafer se mudou para Los Angeles em 1980. Ele estudou interpretação com Peggy Feury no The Loft Studios e trabalhou em filmes, televisão, comerciais, dublagem e teatro.
Conseguiu um substancial sucesso entre os fãs de filmes de terror por interpretar o policial psicopata Joe Vickers em Psycho Cop - Ninguém Está em Segurança (1989) e em sua continuação Psycho Cop 2 - O Retorno Maldito (1993), e também por interpretar Bob Vance na famosa série The Office.

## Filmografia Parcial
- The Rosebud Beach Hotel (1984)
- Echo Park (1986)
- Hollywood Shuffle (1987)
- Psycho Cop (1989)
- Future Force (1989)
- Psycho Cop Returns (1993)
- A Brilliant Disguise (1994)
- Mr. Atlas (1997)
- The Corporate Ladder (1997)
- Finding Kelly (2000)
- Contagion (2002)
- Monster Man (2003)
- Choker (2005)
- All In (2006)
- Slip (2006)
- Protecting the King (2007)
- Stiletto (2008)
- Dark Honeymoon (2008)
- Maneater (2009)
- City on Fire (2009)
- Wiffler: The Ted Whitfield Story (2009)
- The Scenesters (2009)
- The Gold Retrievers: Legend of the Lost Treasure (2009)
- Wienerfest: The Movie (2009)
- Reconciliation (2010)
- Knifepoint (2010)
- Turbulent Skies (2010)
- Getting That Girl (2010)

## Séries de TV
- 2005 - 2010 - The Office, como Bob Vance (como Bobby Ray Shafer)
- 2010 -  Turbulent Skies, como Jackson.
- 2010 - Arquivo Morto (Cold Case) – episódio: One Fall, como Nate 'Red Scare' Beecher (como Bobby Ray Shafer)
- 2009 - Desperate Housewives  – episódio: The Coffee Cup, como Supervisor (como Bobby Ray Shafer)